# سرور (رایانه)

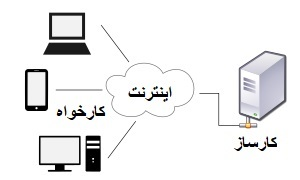
مثالی از نمودار شبکه رایانه‌ای: رایانه‌های کارخواه با رایانه کارساز از طریق اینترنت ارتباط دارند.

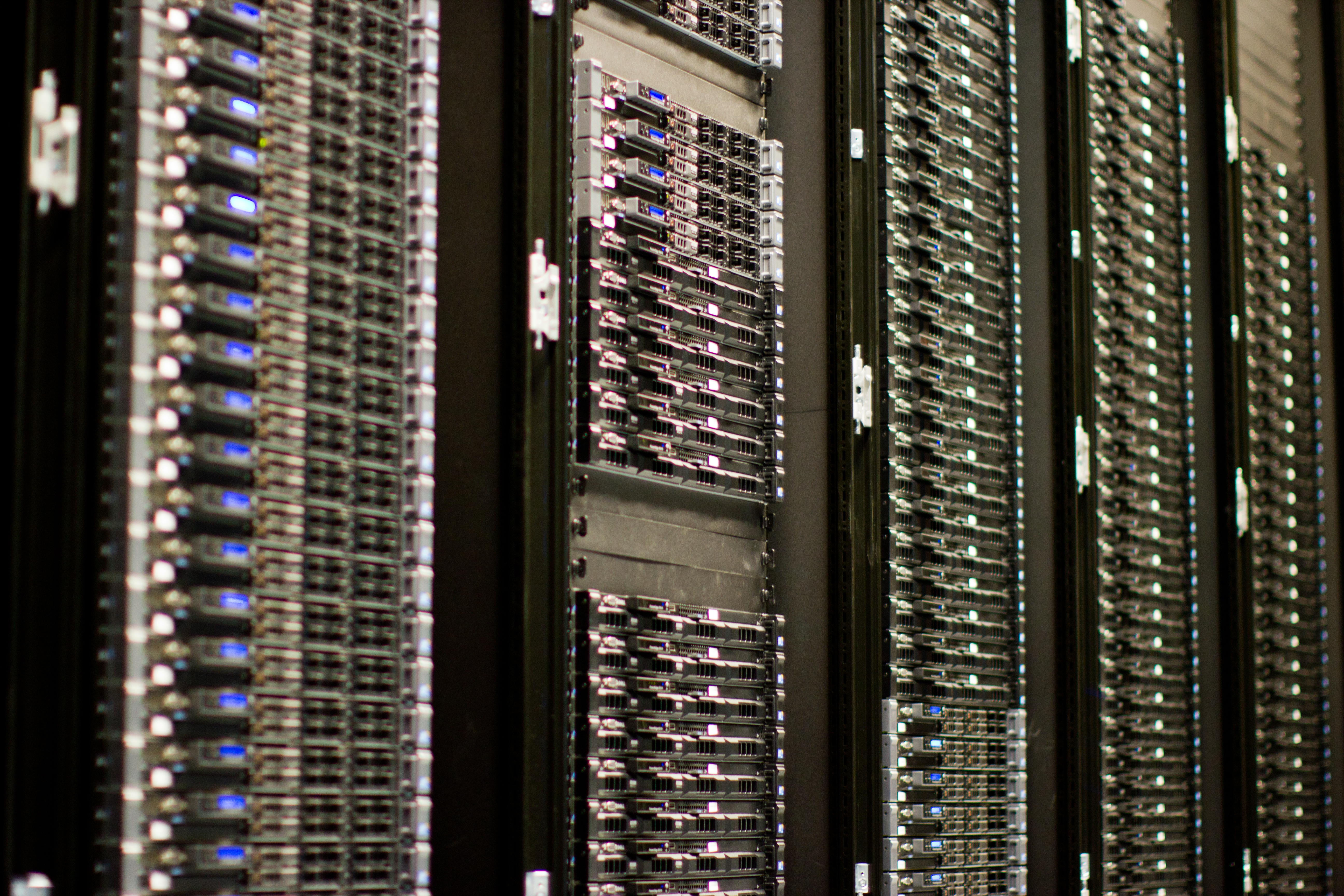
کارسازهای بنیاد ویکی‌مدیا

در علم کامپیوتر، سرور (به انگلیسی: Server) یا کارساز قطعه‌ای از سخت‌افزار یا نرم‌افزار رایانه است که عملکردی را برای برنامه‌ها یا دستگاه‌های دیگر به نام کارخواه (به انگلیسی: Client) به ارمغان می‌آورد. این معماری، مدل کارخواه-کارساز نامیده می‌شود.
سرورها می‌توانند عملکردهای مختلفی را ارائه دهند که اغلب به آنها خدمت (به انگلیسی: Service) می‌گویند؛ مانند هم‌رسانی داده‌ها یا منابع بین چندین کارخواه، یا انجام محاسبات برای یک کارخواه. یک سرور واحد می‌تواند به چندین کارخواه خدمت‌رسانی کند و یک کارخواه می‌تواند از چندین سرور استفاده کند.  یک فرآیند کارخواه ممکن است در یک دستگاه اجرا شود یا ممکن است از طریق یک شبکه به یک سرور در دستگاه دیگری متصل شود. 
در فناوری اطلاعات، سرور برنامهٔ رایانه‌ای است که خدمات گوناگونی را به برنامه‌های رایانه‌ای دیگر یا کاربرانش (در همان سیستم یا سیستم دیگر) ارائه می‌دهد.
در تعریف عملی‌تر سرور یک رایانه متصل به شبکه است که برخلاف سایر رایانه‌ها برای چند منظور متفاوت ساخته شده‌است. برای مثال یک کاربر ممکن است سرور را برای ارسال و دریافت ایمیل، میزبانی وب‌ (Hosting)، کنترل و چگونگی دسترسی مشتریان به شبکه، برنامه‌های حسابداری جامع و … استفاده کند.
سرور یک رایانه همیشه روشن و همیشه در دسترس است؛ زمانی که این دسترسی تنها در محدوده یک شبکه داخلی باشد، آن را سرور تحت شبکه می‌نامیم و به این معنا خواهد بود که تمامی رایانه‌های موجود در این شبکه از این رایانه فرمان می‌گیرند و نیازهای تحت شبکه خود را به کمک آن تأمین می‌کنند و سرور نقش آن‌ها را در شبکه تعیین می‌نماید. حال اگر گستره این شبکه را کمی بیشتر نماییم و آن را متشکل از تمام رایانه‌هایی که از طریق اینترنت به هم وصل شده‌اند بدانیم، با گروه بسیار بزرگی از رایانه‌های همیشه روشن و همیشه در دسترس از طریق اینترنت روبرو هستیم که به آن‌ها سرورهای اینترنتی گفته می‌شود و وظیفه دارند تا اطلاعاتی که در هر زمان از شبانه روز، بر روی پهنای اینترنت جستجو می‌کنید را برای ملاحظه شما در اختیار قرار دهند.
اگر سری به فرهنگ لغت بزنید، اولین تعریفی که از سِرور خواهید دید واژه «خدمات‌دهنده» است. تعریف درستی که برای این ابر رایانه در نظر گرفته شده‌است. این ابر رایانه همیشه در دسترس است و در واقع مسئولیت مدیریت اطلاعات و داده‌ها را بر عهده دارد و به عبارت بهتر سیستم سرور به عنوان یک مادر یا خدمات‌دهنده به کامپیوترهای کوچک‌تر به عنوان خدمات گیرنده یا کلاینت (به انگلیسی: client) فرمان می‌دهد و کلاینت‌ها می‌توانند نیازهای خود را به کمک داده‌ها و سخت‌افزار موجود تحت شبکه، در آن تأمین کنند. حال این شبکه را کمی بزرگتر فرض کنید و شبکه جهانی اینترنت را در نظر بگیرید؛ سرور ترکیب گروه بزرگی از ابر رایانه‌هایی است که از طریق اینترنت به یکدیگر وصل هستند و خدمات گیرنده‌ها یا همان کلاینت‌ها از طریق اینترنت به آنان وصل می‌شوند، در حقیقت آنچه که ما به عنوان اینترنت می‌شناسیم، حاصل ارتباط تعداد زیادی از سیستم‌ها با عنوان سرویس دهنده یا سرویس گیرنده است که هر روز هم به تعداد آنان اضافه می‌شود.
کارسازها (سرورها) انواع گوناگونی دارند، نظیر:
- کارساز کاربردی (به انگلیسی: application server)
- کارساز وب (به انگلیسی: web server)
- کارساز پشتیبانی (به انگلیسی: backup server)

در این قسمت به معرفی انواع سرور مورد استفاده توسط کاربران می‌پردازیم:

## انواع سرورها

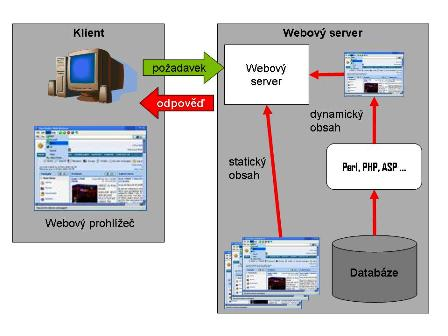
تصویری مفهومی از یک وب سرور

سرورها انواع مختلفی دارند. سرورهای اختصاصی، سرورهای لینوکسی، سرورهای ویندوزی، سرورهای مجازی، سرورهای ابری و… سرورهای مختلف با کارایی‌های متفاوتی است که باید با توجه به نیاز مشتری از آنان استفاده کرد. اما به‌طور کلی سرورها را می‌توان به صورت زیر دسته‌بندی کرد:

##### وب سرور(بهانگلیسی:web server)
نرم‌افزار یا سخت‌افزاری که امکان دسترسی به محتوا را از طریق اینترنت فراهم می‌کند. این نوع سرور مخصوص میزبانی وب‌سایت‌ها می‌باشد و با استفاده از سرویس‌های خاص ارتباط بین آدرس‌ها و کاربران شبکه‌های اینترنت را با صفحه وبی که بر روی آن سرور میزبانی می‌گردد فراهم می‌نماید؛ که کاربرد آن به‌طور ویژه در حوزه وب هاستینگ و راه‌اندازی سایت می‌باشد.

##### استندالون سرور(بهانگلیسی:standalone server)
به زبان ساده سرور استندالون به سروری گفته می‌شود که مستقل باشد و زیرشاخه زیرساخت‌های یک شبکه بزرگتر محسوب نمی‌شود. در واقع یک سرور استندالون بدون وابستگی به یک منبع خارجی به کلاینت‌های خود خدمات ارایه می‌کند.

##### نام سرور(بهانگلیسی:name server)
سروری است که پروتکل خدمات مرتبط به نام و نشانی را پیاده‌سازی می‌کند.

##### سرور پرینتر(بهانگلیسی:printer server)
رایانه یا دستگاهی است که از طریق شبکه به یک یا چند پرینتر و تعدادی کلاینت متصل شده و پس از دریافت فرمان پرینت از کلاینت‌ها آن را به پرینتر مناسب منتقل می‌کند. فکس سرور نیز مشابه با این سرور است که تفاوت آن ارتباط بین دستگاه‌های فکس به جای پرینتر می‌باشد.

##### سرور پروکسی(بهانگلیسی:proxy server)
سروری است که نقش واسطه را بین کلاینت‌ها و سرورهای دیگر ایفا می‌کند. وقتی کاربر بخواهد اطلاعاتی چون فایل، صفحات وب و سایر منابع را از سرور دیگری دریافت کند، به سرور پروکسی متصل می‌شود. در حقیقت، این سرور به عنوان یک رابط بین سرور اصلی و کلاینت قرار می‌گیرد و اطلاعات را از طرفین گرفته و پس از بررسی به گیرنده ارسال می‌نماید و در برخی موارد کاربری تونل یا رابط را داشته و مانند خدمات وی‌پی‌ان (به انگلیسی: VPN) شخصی استفاده می‌گردد. در نتیجه در واقع یک سرور در مسیر سرور اصلی می‌باشد که اطلاعات را دریافت کرده و سپس بررسی و به مقصد مورد نظر انتقال می‌دهد.

##### سرور صدا(بهانگلیسی:sound server)
سروری که دسترسی و استفاده از ابزارهای صوتی همچون کارت صدا را مدیریت می‌کند.

##### سرور اپلیکیشن(بهانگلیسی:application server)
سروری که به اجرای یک سری برنامه‌های نرم‌افزاری خاص اختصاص یافته‌است و کاربران از روی رایانه‌های خود می‌توانند به نرم‌افزارها دسترسی داشته باشند.

##### دیتابیس سرور(بهانگلیسی:database server)
یک برنامه رایانه‌ای است که خدمات پایگاه داده به سایر رایانه‌ها یا برنامه‌های رایانه‌ای ارائه می‌دهد که به آن مدل کلاینت-سرور نیز می‌گویند. این نوع سرور بیشتر در سازمان‌ها و شرکت‌ها مورد استفاده قرار می‌گیرد که کاربری آن به این صورت است که پایگاه داده مورد استفاده یک نرم‌افزار یا سرویس که توسط کاربران بر روی رایانه‌های آن‌ها مورد استفاده قرار می‌گیرد، بر روی سرور قرار می‌گیرد و تمام کاربران و رایانه‌های متصل از یک دیتابیس مشترک که بر روی سرور می‌باشد، استفاده می‌کنند و اطلاعات نیز به صورت یکپارچه و متمرکز ذخیره‌سازی و پردازش می‌گردد.

##### فایل سرور(بهانگلیسی:file server)
یک نرم‌افزار یا یک سیستم سخت‌افزاری به همراه نرم‌افزار است که فایل‌ها را ذخیره کرده و آن‌ها را از طریق شبکه با سایر کلاینت‌ها برای خواندن و نوشتن به اشتراک می‌گذارد. این نوع سرور یکی از پایه‌ای‌ترین انواع سرور یا ساده‌ترین نوع آن‌ها می‌باشد. فایل‌های مورد نیاز یک مجموعه شبکه بر روی سرور قرار می‌گیرد و کاربران مختلف از رایانه‌های مختلف می‌توانند به فایل‌ها دسترسی داشته باشند که امکان محدود کردن دسترسی‌ها برای هر کاربر به صورت ویژه نیز وجود دارد.

##### گیم سرور(بهانگلیسی:game server)
کاربران بازی‌های رایانه‌ای می‌توانند با اتصال به این سرور به صورت آنلاین به انجام بازی‌های گروهی بپردازند. این نوع از سرور در واقع گونه‌ای از اپلیکیشن سرور می‌باشد با این تفاوت که کاربری آن تنها برای بازی می‌باشد. به این شیوه که بازی بر روی سرور نصب و میزبانی می‌گردد و افراد و کاربران متصل به آن شبکه می‌توانند با برقراری ارتباط با سرور بر روی رایانه خود از بازی استفاده کنند، که استفاده آن در واقع برای بازی‌ها می‌باشد که به صورت گروهی یا به عبارتی چند بازیکنی هستند.

##### سرور خانگی(بهانگلیسی:home server)
سروری برای منازل مسکونی است که از طریق یک شبکه خانگی و اینترنت به سایر دستگاه‌های داخل خانه خدمات ارائه می‌دهد.

##### مدیا سنتر(بهانگلیسی:media server)
این نوع از سرور مربوط به اشتراک سرویس‌های چندرسانه‌ای یا همان مدیا می‌باشد که برای مثال یک ویدیو یا فایل صوتی بر روی سرور قرار می‌گیرد و کاربران می‌توانند بدون نیاز به دانلود فایل آن را بر روی رایانه خود مشاهده کنند.

##### سرور ارتباطی(بهانگلیسی:communication server)
این سرور برای فراهم آوردن سرویس‌های ارتباطی راه‌اندازی می‌گردد که هر کاربر یا رایانه می‌توانند با اتصال به سروری که برای این منظور راه‌اندازی شده‌است با دیگر کاربران در ارتباط باشد و متن‌های موارد مورد نیاز را به کاربر مقابل خود ارسال کند، که میزان دسترسی‌ها و ارتباطات هر فرد با افراد دیگر نیز توسط سرویس‌های امنیتی کنترل می‌گردد.

##### سرور محاسباتی(بهانگلیسی:computing server)
این سرور برای انجام پردازش و محاسبه استفاده می‌گردد، به این صورت که در زمانی که پردازنده‌های یک رایانه برای پروسه یا کاربری خاصی کافی نمی‌باشند، می‌توان با اتصال این رایانه به یک سرور دیگر از پردازنده‌های سرور نیز در کنار پردازنده‌های رایانه کاربر استفاده نمود.

##### میل سرور(بهانگلیسی:mail server)
این سرور برای کاربری ارسال ایمیل استفاده می‌گردد، به این صورت که بر روی سرور یک سرویس ارسال ایمیل یا وب‌میل (به انگلیسی: webmail) قرار می‌گیرد و خدمات و تراکنش‌های ارسال ایمیل از طریق آن سرور انجام می‌گردد.

## انواع مدل‌های سرور
- DL Server (Rackmount)
- –DL100 Series
- —HPE Server ProLiant DL120 G9
- —HPE Server ProLiant DL180 G9
- —HPE Server ProLiant DL160 G9
- —HP Server ProLiant DL120 G7
- —HP Server ProLiant DL180 G6

-DL300 Series
- —HPE Server ProLiant DL360 G10
- —HPE Server ProLiant DL380 G10
- —HPE Server ProLiant DL360 G9
- —HPE Server ProLiant DL380 G9
- —HP Server ProLiant DL380p 25SFF G8
- —HP Server ProLiant DL380p 8SFF G8
- —HP Server ProLiant DL380e G8 LFF
- —HP Server ProLiant DL360p G8
- —HP Server ProLiant DL320e v2 G8
- —HP Server ProLiant DL320e HotPluge G8
- —HP Server ProLiant DL320e G8 None HotPluge
- —HP Server ProLiant DL360 G7
- —HP Server ProLiant DL380 G7
- —HP Server ProLiant DL370 G6

-DL500 Series
- —HP Server ProLiant DL560 G8
- —HPE Server ProLiant DL560 G10
- —HP Server ProLiant DL580 G8
- —HPE Server ProLiant DL580 G10
- —HPE Server ProLiant DL580 G9
- —HP Server ProLiant DL580 G7
- —HPE Server ProLiant DL560 G9

-DL X0 Series
- —HPE Server ProLiant DL20 G9
- —HPE Server ProLiant DL60 G9

ML Server (Tower)
- –ML X0 Series
- —HP Server ProLiant
- ML30 G9
- —HPE Server Proliant ML10 Gen9
- —HPE Server ProLiant ML10

-ML100 Series
- —HPE ProLiant ML110 Gen10 Server
- —HP Server ProLiant ML150 G9
- —HP Server ProLiant ML110 G9
- —HP Server ProLiant ML110 G7
- —HP Server ProLiant ML150 G6

-ML300 Series
- —HP ProLiant Server ML350 G9
- —HP ProLiant Server ML350p G8
- —HP ProLiant Server ML310e v2 G8
- —HP ProLiant Server ML310e v1 G8 HotPluge
- —HP ProLiant Server ML310e v1 G8 None HotPluge
- —HP ProLiant Server ML370 G6
- —HP ProLiant Server ML350 G6 Server

-ML500 Series
BL server (Blade)
- –HP Blade Server
- —HP Blade 400c
- —HP ProLiant WS460c Gen9 Graphics Server Blade
- —HP ProLiant BL460c Gen9 Server Blade
- —HP ProLiant BL420c G8
- —HP ProLiant BL460c G8

-HP Blade 600c
- —HP ProLiant BL620c G7
- —HP ProLiant BL680c G7
- —HP ProLiant BL660c G8
- —HP ProLiant BL660c Gen9 Server

-HP Blade Enclosure
- —HP Blade c3000 Enclosure
- —HP Blade c7000 Enclosure

شرکت hpe یکی از بزرگترین تولیدکنندگان سرور در جهان است و مجموعه‌ای از فناوری‌ها و قطعات سرور را ارائه می‌دهد. برای خرید سرور اچ پی باید با فناوری های بکار رفته در این سرور اشنا باشید.
در زیر برخی از فناوری های سرور hp [] را بررسی خواهیم کرد:

1.فناوری HPE InfoSight

2. فناوری HPE GreenLake

3.تکنولوژی Hot Plug

4.ابزار RESTful Interface 

5.فناوری HPE Ezmeral 

6.فناوری بازیابی خودکار سرور(ASR)

7.فناوری one view

8.تکنولوژی UEFI

9.فناوری HPE Smart Update 

10. فناوری HPE Smart Array Storage Controllers

11.نمایشگر مدیریت یکپارچه (IMM)

12.فناوری‌ iLO) Integrated Lights-Out) 

13.تکنولوژی Intelligent Provisioning

14.فناوری Open BMC

15.حافظه پایدار Intel Optane  

## نگهداری از سرور

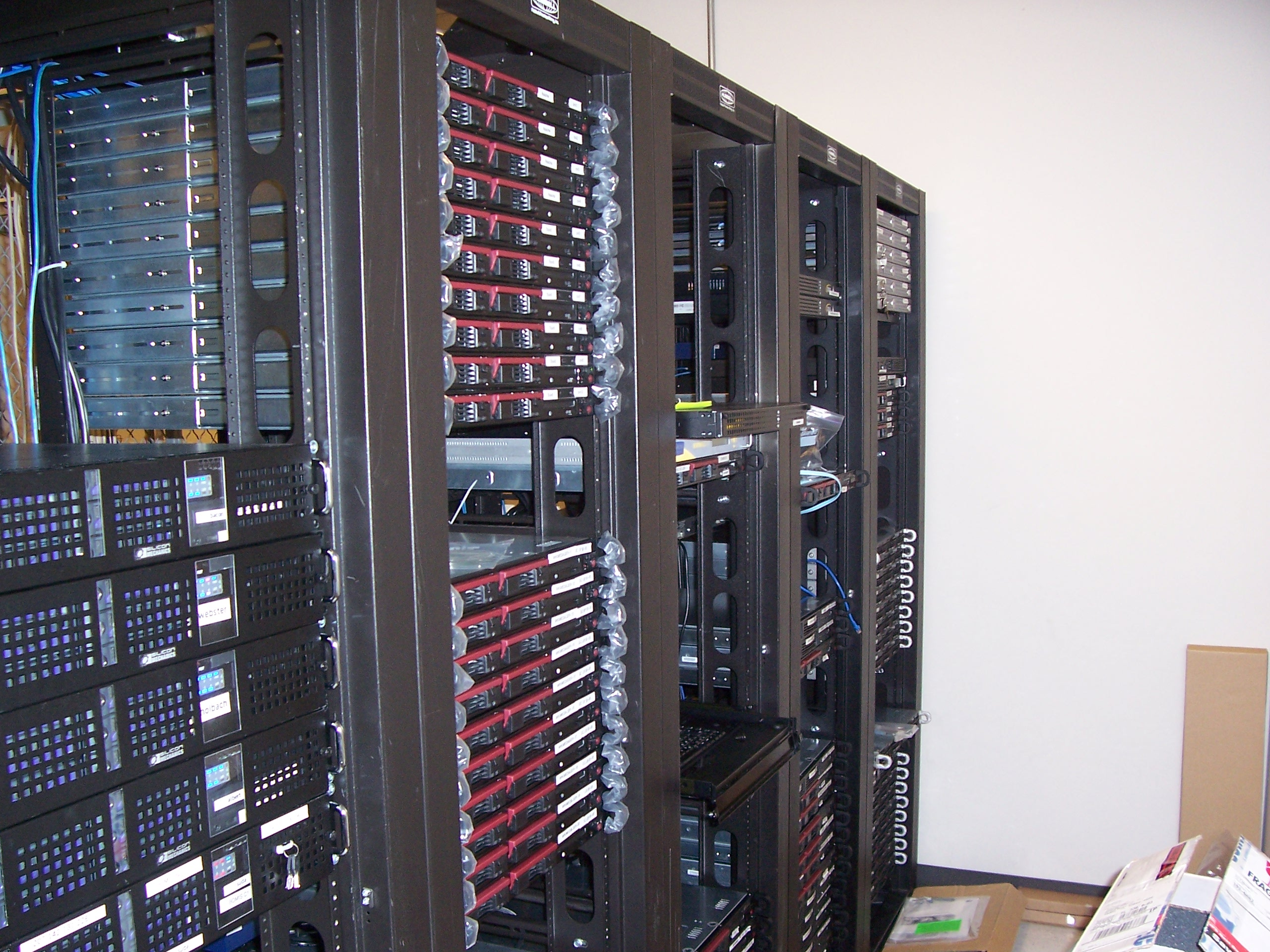
سرورهای ویکی مدیا کایل اندرسون، تامپا، فلوریدا، ایالات متحده آمریکا

سرورها در حقیقت رایانه‌هایی هستند که برای میزبانی از سرویس‌ها و ارائه خدمات در نظر گرفته شده‌اند. به همین دلیل اندازه سرورها و شیوه نگهداری آنها با رایانه‌های خانگی یکی نیست و استانداردهایی برای نگهداری از سرورها در بهینه‌ترین حالت ممکن در نظر گرفته شده‌است.
مراکزی که استانداردهای نگهداری از سرورها را رعایت و حجم وسیعی از آنها را نگهداری کنند؛ مرکز داده (به انگلیسی: Data Center) نام دارند که در آن‌ها سرورها داخل محفظه‌های فلزی مخصوصی (Rack) نگهداری می‌شوند. دمای مراکز داده با دقت بالایی کنترل می‌گردد تا در بازه دمایی مناسب برای فعالیت سرورها پایدار بماند.

## سخت‌افزار

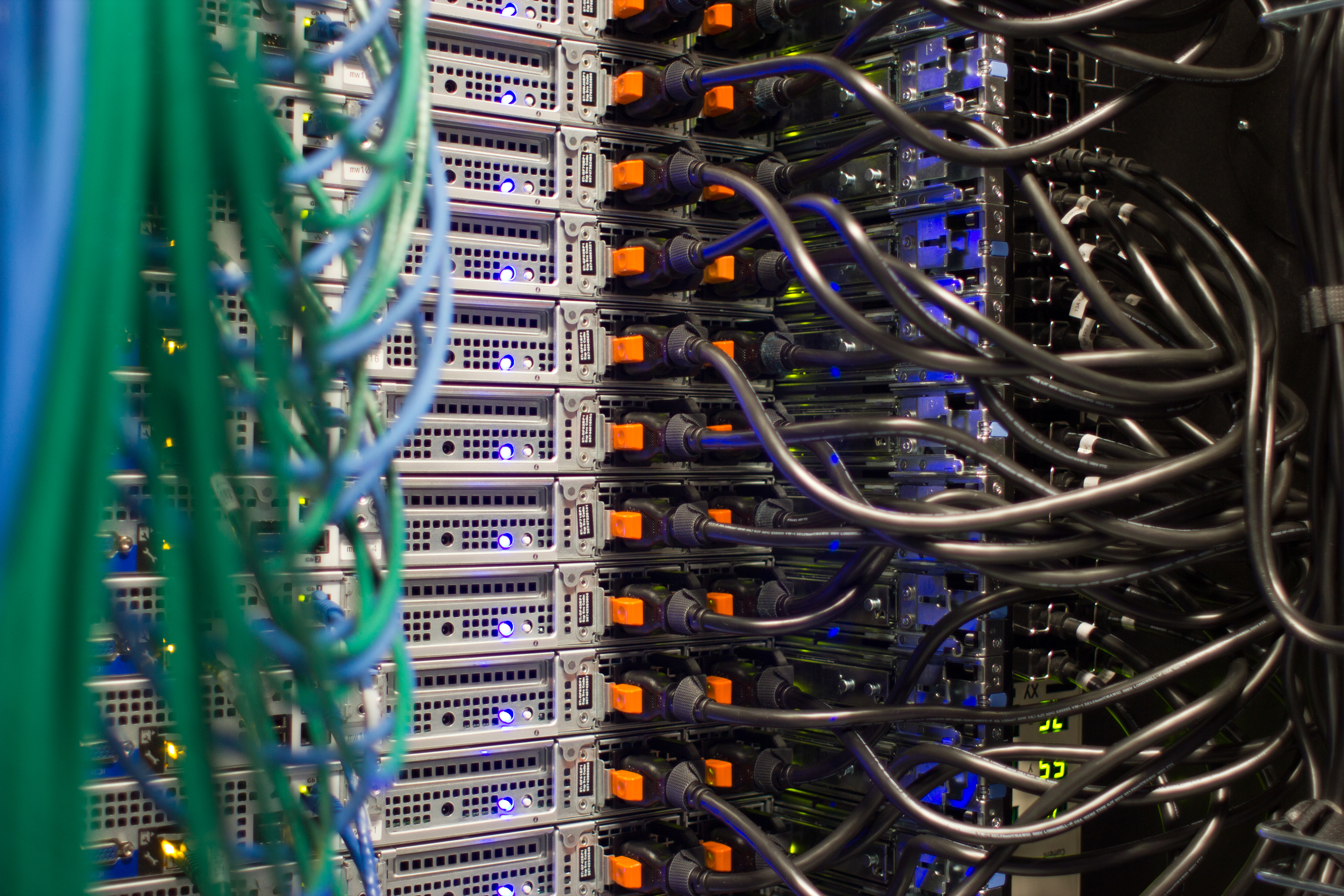
یک ابر رایانه

همانند یک رایانه رومیزی، سرور نیز دارای سخت‌افزارهایی همچون پردازنده، رم، هارد و… می‌باشد، با این تفاوت که قطعات سخت‌افزاری سرورها، بسیار قدرتمند تر عمل می‌کنند بطوریکه بتواند تعداد کاربر (کارخواه) بیشتری را جهت پردازش و ذخیره‌سازی پشتیبانی کند. از اصلی‌ترین قطعات یک سرور می‌توان به کنترلر RAID نام برد که در تمام سرورها نقشی اساسی در امنیت و ذخیره‌سازی اطلاعات دارد.

##### پاور سرور
________________________________________________________
```
خرید سرور خانگی
[
۶
]
```

خرید یک سرور خانگی ممکن است به عنوان یک پروژه جذاب برای افرادی که به فناوری علاقه مند هستند، مورد توجه قرار گیرد. در ادامه، به شما چند مورد راهنمایی برای خرید سرور خانگی ارائه می‌دهیم:
۱. نیازمندی‌های خود را مشخص کنید: قبل از خرید سرور خانگی، باید نیازمندی‌های خود را بررسی کنید. برای مثال، باید تعیین کنید که سرور شما برای چه منظوری استفاده خواهد شد؟ آیا برای ذخیره‌سازی اطلاعات، اجرای برنامه‌های سنگین، ایجاد یک سیستم شبکه خانگی یا هر چیز دیگری است؟
۲. سخت‌افزار مناسب را انتخاب کنید: بر اساس نیازمندی‌های خود، سخت‌افزار مناسب را برای سرور خانگی انتخاب کنید. این شامل عواملی مانند پردازنده، حافظه، فضای ذخیره‌سازی و متعلقات دیگر است. بهتر است قبل از خرید، با مشاوره یک تکنسین ماهر یا متخصص سرور، نیازمندی‌های خود را بررسی کنید.
۳. سیستم عامل را انتخاب کنید: سیستم عاملی که بر روی سرور خانگی خود نصب می‌کنید نیز باید با نیازمندی‌های شما سازگار باشد. معروف‌ترین سیستم عامل‌های سرور شامل ویندوز سرور، لینوکس است. انتخاب سیستم عامل مناسب بسته به تجربه و دانش شما قابل تغییر است.
۴. امنیت را در نظر بگیرید: زمانی که سرور خانگی خود را راه اندازی می‌کنید، باید از نظر امنیتی آن را مورد بررسی قرار دهید. مطمئن شوید که سیستم عامل و نرم‌افزارهای مورد استفاده به‌روز رسانی شده و تنظیمات امنیتی مناسبی دارند. همچنین، استفاده از یک روتر قوی و رمزنگاری اطلاعات مهم است.
۵. هزینه را مدنظر قرار دهید: قبل از خرید سرور خانگی، هزینه را مدنظر قرار دهید. قیمت سرورها متناسب با سخت‌افزار، نرم‌افزار و قابلیت‌های آن‌ها متفاوت است. با توجه به بودجه خود، سروری را انتخاب نمایید که نیازمندی‌های شما را برآورده کند.
۶. فضای ذخیره‌سازی را بررسی کنید: اگر قصد دارید که بر روی سرور خود اطلاعات زیادی را ذخیره کنید، فضای ذخیره‌سازی مناسب را در نظر بگیرید. می‌توانید از هارد درایوهای داخلی یا خارجی استفاده کنید و یا به یک سیستم RAID توجه کنید تا امنیت و قابلیت بازیابی اطلاعات را بهبود بخشید.
۷. محیط فیزیکی را در نظر بگیرید: سرور خانگی نیازمند یک محیط مناسب برای عملکرد بهینه است. باید محلی را برای قرار دادن سرور انتخاب کنید که دارای خنک‌کننده مناسب، جریان هوای مناسب و عدم تماس با گرد و غبار و صدمات فیزیکی باشد.
۸. نیازمندی‌های شبکه را بررسی کنید: اگر قصد دارید سرور خانگی خود را به یک شبکه محلی وصل کنید، نیازمندی‌های شبکه را نیز بررسی نمایید. باید مطمئن شوید که سرعت و پهنای باند شبکه شما برای انتقال داده‌ها مناسب است و سرور خانگی شما به درستی تنظیم شده است.
۹. پشتیبانی و نگهداری را در نظر بگیرید: برای سرور خانگی خود، باید برنامه‌ریزی برای پشتیبان‌گیری و نگهداری منظم داشته باشید. ایجاد یک روال پشتیبان‌گیری منظم از داده‌های مهم و بررسی ایمنی سیستم ضروری است.
۱۰. دانش فنی را در نظر بگیرید: قبل از خرید سرور خانگی، در نظر داشته باشید که آیا دارای دانش فنی و تجربه لازم برای راه‌اندازی و مدیریت سرور هستید یا خیر. ممکن است نیاز به کمک یک تکنسین متخصص داشته باشید.
با توجه به این راهنمایی‌ها، شما می‌توانید سرور خانگی خود را با توجه به نیازها و الزامات خود انتخاب کنید. همچنین، قبل از خرید، بهتر است از تجربه و نظرات تیم های متخصص که قبلاً سرور خانگی راه‌اندازی کرده‌اند استفاده کنید تا اطمینان داشته باشید که انتخاب شما بهینه است.

## پی‌نوشت‌ها و منبع‌ها
1. ↑  «کارخواه ـ کارساز» [رایانه و فنّاوری اطلاعات] هم‌ارزِ «client-server»؛ منبع: گروه واژه‌گزینی. دفتر دوم. فرهنگ واژه‌های مصوب فرهنگستان. تهران: انتشارات فرهنگستان زبان و ادب فارسی. شابک ۹۶۴-۷۵۳۱-۳۷-۰ (ذیل سرواژهٔ کارخواه ـ کارساز)
2. ↑  Windows Server Administration Fundamentals. Microsoft Official Academic Course. 111 River Street, Hoboken, NJ 07030: John Wiley & Sons. 2011. pp. 2–3. ISBN 978-0-470-90182-3.{{cite book}}:  نگهداری CS1: موقعیت (link)
3. ↑  https://dap.co.ir/blog/articles/P2778-hpe-server-technology.html
4. ↑  «سرور چیست؟». parspack.com. پارس پک. دریافت‌شده در ۱۸ بهمن ۱۴۰۰.
5. ↑  «بهترین هاست وردپرس». MiniWP. بایگانی‌شده از اصلی در ۲۴ آوریل ۲۰۲۴. دریافت‌شده در ۲۰۲۴-۰۴-۲۴.
6. ↑  «خرید سرور hp +* گارانتی طلایی 2 ساله*». دالمن افزار پارسه.